# 联邦紧急救济署
联邦紧急救济署（英語：Federal Emergency Relief Administration，缩写为）是美國聯邦政府1933年至1935年間的機構，其前身是由胡佛总统在1932年创建的紧急救济署（Emergency Relief Administration，ERA）。1933年5月，美國国会通过联邦紧急救济法，成立联邦紧急救济署。1935年，联邦紧急救济署被公共事业振兴署（WPA）代替。
联邦紧急救济署成立初期，将各种救济款物迅速拨往各州。第二年，其主要目标由单纯救济改为“以工代赈”，即通过在地方和州政府创造新的非技术性工作以减轻家庭的失业。尽管工作比直接支付现金，即所谓的“救济金”更昂贵，但在心理上对于失业者的自尊是更有益的。
罗斯福新政的第一项措施，就是建立平民保育团（CCC）。平民保育团是从1933年到1942年间运作的以工代赈计划，专门吸纳年龄在18岁到25岁之间的救济家庭中的未婚失业男性，从事植树护林、防治水患、水土保持、道路建筑、开辟森林防火线和设置森林望塔等工程建设。平民保育团为年轻男性提供了工作，救济了在经济大萧条时期难以找到工作的家庭。与此同时，在全国范围内开启了自然资源保护项目。平民保育团第一批招募了25万人，在遍及各州的1500个营地劳动。九年间，先后有300多万青年参与了平民保育团，他们开辟了740多万英亩国有林区和大量国有公园。平均每人每期干9个月，月工资中拿出绝大部分作赡家费，这样就在整个社会扩大了救济面和相应的购买力。
在1933-34年冬季，面对持续的高失业率和公共福利问题，联邦紧急救济署设立了土木工程署（CWA），作为一个注资4亿美元的短期项目为人们提供工作。土木工程署提供的建设性工作，主要是改善和建造建筑物和桥梁。它结束于1934年3月，为400万人提供了工作。
成立联邦紧急救济署，实行以工代赈，是罗斯福新政的重要一环。在联邦紧急救济署的调配下，推行了一系列公共工程，缓和了高失业率带来的社会危机和阶级矛盾，并刺激了消费和生产。联邦紧急救济署帮助美国成功度过了经济大萧条时期，它的运行机制对后来的机构有着重要的启示，至今仍产生着影响。

## 开展的项目
联邦紧急救济署（FERA）有三个主要目标：
1. 提供充足的救助措施；
2. 为可以工作的人提供工作；
3. 开展多样的救助项目。

据估计，在整个大萧条期间，大约四分之三的受助家庭的成员是具有工作能力的，联邦紧急救济署的一个重要任务是尽可能地为这些人提供工作的机会。围绕这个目标，联邦紧急救济署开展了一系列以工代赈的项目，包括建筑工程、日用消费品生产等。在提供的这些以工代赈的项目中，建筑工程被指责“利润微薄”。相比较而言，日用品生产则显得更为有用，诸如罐头、衣服、被子等产品不断分发给救济对象，维持着他们的生活。然而，由于这些项目和资本家的相关产业发生了竞争关系，受到了资本家的猛烈攻击。最终，在1935年公共事业振兴署（WPA）成立后被终止掉了，此后，类似的政府项目再也没有开展过。

### 设立救助机构
联邦紧急救济署首先面临的问题是在各地设立相应的救助机构，尽管在联邦紧急救济署成立前6-7个月，一些州就已经建立自己的救助机构，但是这些救助机构都打不到救济署的要求，因此都被要求重新整修。

### 工人教育计划
受大萧条的影响，1932年至1933年间，大批的教师也不得不申请救济，然而联邦紧急救济署无法给与他们直接的救济，为了解决教师的生计问题，同时也为了提高其他工作人员的工作素养，联邦紧急救济署开展了成人教育计划。
工人教育属于成人教育的一部分，主要从工人的角度来讲解经济和社会问题。1933年，联邦紧急救济署开展了成人教育计划，工人教育计划包含其中。从1933年到1943年，救济署共进行了36项工人教育的项目，其中有17项整整持续了十年。据官方统计，截止二战结束，全国至少有一百万的工人参与了该计划，而雇佣的教师也达到了两千人之多。
工业教育计划的实施可以大致分为三个阶段：联邦紧急救济署阶段（FERA, 1933-1935年），公共事业振兴署（WPA, 1935-1939年），WPA工人服务项目（1939-1943年）

### 女性救助项目
联邦紧急救济署的女性救助项目集中在土建工程方面，包括了卫生调查、高速公路及公园美化、公共建筑翻修，以及博物馆管理等项目。这些项目设立得益于埃伦S.伍德沃德（Ellen S. Woodward）女士，她于1933年被任命为救济署妇女工作方面的主管。与此同时，救济署还要求各地的救助机构选拔一名女性领导女性救助工作，以保证女性的平等待遇。1935年，埃伦担任了公共事业振兴署的行政助理，并实施了一项为50万名妇女提供收入的救助项目。

### 食物救助项目
大萧条期间，穷人们普遍粮食供应不足，然而事实上农民却很多，粮食盈余。为了解决这种不协调的现象，联邦紧急救济署和公共事业振兴署进行了政府性的购买计划，从农场采购盈余的粮食后重新分配给需要的人群。粮食的再分配主要通过三个途径，包括直接分配，粮票分发，还有学校午餐项目。

## 特殊项目
有三种特殊的特殊的联邦紧急救济署项目：
- 联邦农产过剩救援项目
- 自助合作交换项目
- 非当地居民救援计划

### 联邦农产品过剩救援项目
联邦农产过剩救援项目的目的主要有两个。第一，通过在自由市场中除去剩余的极其廉价的过剩农产品帮助农民维护在贫困线之上。其做法是，作为中介，将农产品购入后发给州或者地方的救援部，再而发给需要被救援的人。有时，农产过剩救援工作由州救援部完成。

### 自助合作交换项目
自助合作交换项目是联邦紧急救济署的一小部分。它的目标是，以现有的基层的产品交换（非金钱）为基础，扩展并为他们提供方便。比如说，在一个原有的产品交换群体，如果其中的成员需要不能由他们本身生产的产品时，自助合作交换项目可以为他们提供帮助，沟通不同的交换群体达到目的。有时，该组织也为那些想要自助创业的群体提供帮助。

### 非当地居民救援计划
联邦紧急救济署的非当地居民救援计划于1933年7月建立。当外地居民被看做当地资源以及工作的抢夺者时，非当地居民救援计划应运而生。其目标是为那些帮助非当地居民提供帮助的州提供基金。在该计划成立之初，虽然该救援计划基本不需要各州当地的资金，但由于排外性，只有非常只有少数几个州已经1933年9月之前申请该计划。直到该年12月才有40个左右的州参与。由于大多数州对外地人要求定居当地一年以上才能申请救援，联邦政府只好通过非当地居民救援计划来帮助那些定居12个月以下的人们。
在两年多的期间里，该计划广泛遍布于铁路干线以及大城市。该计划为非本地居民提供住所及食物。在可能的情况下还会提供工作。
联邦紧急救济署和西雅图救济署合作为无家可归者在西雅图的两个位置， 213-1/2第二大道南（前美国移民局大楼）和117-1/2大街提供救援。因为西雅图的地位作为一个门户城市到太平洋和阿拉斯加，坐拥来自美国各地，甚至国外的避难者。

## 后期发展
联邦紧急救济署于1935年被取消，其工作交由公共事业振兴署（WPA）和社会保障局（SSA）接替。
1935年至1943年间，公共事业振兴署先后为大约八百万人提供了工作机会，耗资134亿美元。公共事业振兴署资助建起的公园、桥梁和学校几乎遍布美国的每一个社区。到1940年为止，公共事业振兴署新建大约4383座学校建筑，改进了3万多座；新建130家医院，改进了1670家医院。
社会保障局负责管理美国社会保障项目（Social Security）。社会保障项目是全美最大的社会福利项目，覆盖几乎所有在美国工作的合法居民。在2013年，社会保障的支出占美国政府支出的37%，占美国当年GNP的8.4%。
联邦紧急救济署不仅在罗斯福新政期间起到了重要的作用，更对美国社会产生了深远影响。